# Ficus ovatacuta
Ficus ovatacuta är en mullbärsväxtart som beskrevs av Edred John Henry Corner. Ficus ovatacuta ingår i släktet fikonsläktet, och familjen mullbärsväxter. Inga underarter finns listade i Catalogue of Life.